# 大塚秀三
大塚 秀三（おおつか しゅうぞう）は、ものつくり大学教授・学長補佐・財務マネジメント室長。博士（工学）やコンクリート工学を中心とした建築材料の研究を行っている。

## 経歴
- 1993年 東京職業訓練短期大学校専門課程建築科（現・職業能力開発総合大学校東京校専門課程建築科）卒業。
- 1993年～1998年 川口通正建築研究所、1998年 藤井設計事務所。
- 2005年 ものつくり大学技能工芸学部 建設技能工芸学科 卒業。
- 2007年 日本大学大学院理工学研究科 博士前期課程 建築学専攻修了。
- 2007年 ものつくり大学技能工芸学部 建設技能工芸学科 助教。
- 2009年 ものつくり大学技能工芸学部 建設学科 講師。
- 2013年 日本大学大学院理工学研究科 博士後期課程 建築学専攻修了。博士（工学）（日本大学）[1]
- 2013年 ものつくり大学技能工芸学部 建設学科 准教授。日本大学短期大学部建築・生活デザイン学科非常勤講師。
- 2015年 日本大学理工学部 建築学科 非常勤講師。
- 2018年 ものつくり大学技能工芸学部 建設学科 教授。

### 研究実績・業績
- 国土交通省で建築基準整備促進事業で3つの事業。
- 小型容器を用いたコンクリートのブリーディングに関する試験方法の提案。
- コンクリート工事関連技能者団体との共同調査研究。
- コンクリート工事に用いる各種資器材の開発。
- 2014（平成26）年 日本建築仕上学会賞 論文奨励賞[2]。

### 所属学会
- 日本建築学会 正会員
- 日本建築仕上学会 正会員
- 日本コンクリート工学会 正会員
- 日本材料学会 正会員

## 著書
- 『B＆Tブックス　今日からモノ知りシリーズ』
- 『トコトンやさしい　建築材料の本』